# Ot serdca k nebu
Ot serdca k nebu (ruski: От сердца к небу, "Od srca k nebu") četvrti je studijski album ruskog pagan metal sastava Arkona. Diskografska kuća Soundage Productions objavila ga je 31. listopada 2007., dok ga je iduće godine objavio Napalm Records.

## Popis pjesama
Tekstovi: Masha "Scream", osim na pjesmi "Strela", čiji je tekst iz narodne predaje, glazba: Masha "Scream", osim na pjesmama "Gutsulka", "Strela" i "Cigular", koje su narodnog podrijetla, te "Goj, Kupala!!!" i "Slav'sja, Rus'!", koje je skladao Sergey "Lazar".
| 1.    | »Pokrovy nebesnogo starca« (Покровы небесного старца) | Velovi nebeskoga starca | 7:34  |
| 2.    | »Goj, Kupala!!!« (Гой, Купала!!!)                     | Hej, Kupala!!!          | 3:42  |
| 3.    | »Ot serdca k nebu« (От сердца к небу)                 | Od srca k nebu          | 5:06  |
| 4.    | »Оj, pečal'-toska« (Ой, печаль-тоска)                 | Оj, žalosti             | 5:33  |
| 5.    | »Gutsulka« (Гутсулка; instrumental)                   |                         | 2:44  |
| 6.    | »Strela« (Стрела)                                     | Strijela                | 6:16  |
| 7.    | »Nad propast'ju let« (Над пропастью лет)              | Iznad bezdana godina    | 6:40  |
| 8.    | »Slav'sja, Rus'!« (Славься, Русь!)                    | Pozdrav, Rus!           | 4:00  |
| 9.    | »Cigular« (Цигулар; instrumental)                     |                         | 3:45  |
| 10.   | »Sva« (Сва)                                           |                         | 6:31  |
| 11.   | »Katitsja Kolo« (Катится Коло)                        | Kolo se vrti            | 10:16 |
| 62:07 |                                                       |                         |       |

## Recenzije
Kanadski je časopis Exclaim! napisao pozitivnu recenziju za album. Njezin je autor istaknuo raznolikosti u tonu i strukturi pjesama na albumu i napisao da je Arkona "uspješno obavila težak zadatak" spajanja žestokih modernih zvukova s tradicionalnom glazbom. Njemačka inačica časopisa Metal Hammer albumu je dodijelila 5 od 7 bodova. About.com komentirao je da je pjevačica Maria "Masha" Arkhipova "izvrsna vokalistica" koja je u stanju pjevati na laganim pjesmama, ali i vrlo kvalitetno vrištati i growlati.

## Zasluge
| Arkona - Masha "Scream" – akustična gitara (na pjesmi "Sva"), vokali, klavijature, tamburin, komuz, produkcija, miksanje, inženjerica zvuka, mastering - Sergey "Lazar" – recitacija (na pjesmi "Nad propast'ju let"), gitara, zborski vokali, produkcija, miksanje, inženjer zvuka - Ruslan "Kniaz" – bas-gitara - Vlad "Artist" – bubnjevi Ostalo osoblje - Kris Verwimp – naslovnica | Dodatni glazbenici - Vasiliy Derevyanny – domra (na pjesmama 3 i 8) - Vladimir Cherepovsky – gajde, hurdy gurdy, zviždaljka, sopilka, okarina, zafun - Alexander "Shmel" – zborski vokali - Andrey Bairamov – udaraljke - Alexandra Grakhovskaya – zborski vokali - Maria Sazonova – zborski vokali - Valery Naumov – zborski vokali - Alexander "Deer" – harmonika |